# Rokhaya Diallo
Rokhaya Diallo (París, 10 d'abril del 1978) és periodista, cineasta, escriptora i activista antiracista francesa. Milita contra la llei sobre els signes religiosos a les escoles públiques franceses, la qual cosa ha suscitat controvèrsies.
És l'autora d'assaigs com Racisme: mode d'emploi (Racisme: manera d'ocupació), Comment parler de la laïcité aux enfants (Com parlar del laïcisme als infants), entre d'altres. Ha realitzat documentals, com ara Les Marches de la liberté o De París a Ferguson: culpables de ser negre.

## Biografia
Rokhaya Diallo nasqué a París de pares del Senegal i Gàmbia. Son pare era mecànic i la seua mare professora de costura; la seua família es traslladà al 1989 a la Courneuve.
Obté un màster en dret internacional i europeu al 2000: Feu una curta estada en IBM, empresa que abandona al 2002 perquè se sentia «com un peó». Comença un màster en la Universitat de París I Panteó-Sorbona en màrqueting i distribució en la indústria audiovisual, i l'obté el 2003; treballa després en producció audiovisual.
Apassionada de l'anime, participa en la fundació de la Japan Expo i és breument actriu de doblatge. Interpreta Kamui Shirō de xiqueta en X1999, segons CLAMP, i Ex en Ah! My goddess: La pel·lícula.
El 2001, per a finançar els estudis empresarials en Novancia, treballa en el servei de la joventut de la Courneuve, i s'ocupa de la inserció laboral de joves empobrits. Participa en la creació del Consell local de la joventut, que després presideix durant dos anys. És militant de l'associació antisexista Mix-Cité i pròxima a l'organització altermundialista ATTAC, sobretot durant el festival Imatges mouvementées.

### Els Indivisibles
El 2006, a força de sentir «en la majoria dels meus interlocutors, [que] el fet de ser negra i d'origen pobre era un problema», cofunda Els Indivisibles, que presideix del 2006 al 2010. El nom es refereix a l'article primer de la Constitució que estipula que "(l'estat francés) és una República indivisible, laica, democràtica i social".
L'associació cerca detenir una "partició de la nacionalitat francesa segons l'aparença física" o l'origen geogràfic; a la primavera del 2007 tenia una dotzena de membres.
El 2009 apostar sobre la presència mediàtica, i atorga els Premis Y'a Bon anualment. S'inscriu així en la lluita contra el racisme i «els prejudicis ètnics i, en primer lloc, el que nega o desvalora la identitat francesa dels francesos no-blancs.»

### Activitats des de 2002
El 2002, Rokhaya Diallo participà com a comediant, cantant i parodiadora en uns curtmetratges humorístics del col·lectiu Une case en moins.
Al març del 2010, la seleccionen per al programa International Visitor Leadership: convidada pel govern federal dels Estats Units, visita el país per a estudiar la seua diversitat.
Amb quatre altres personalitats, François Durpaire, Marc Cheb Sun, Lilian Thuram i Pascal Blanchard, fa una crida i cent propostes per a una «República multicultural i postracial».

## Periodisme

### Televisió
És cronista del 2009 al 2013 en La Matinal de Canal+.
Entre el 2011 i el 2013, presenta i corealitza 18 emissions mensuals d'Iguals però no gaire sobre LCP, finançada per l'Agència nacional per la cohesió social i la igualtat d'oportunitats. L'emissió és retirada del quadre del canal parlamentari el 2014. Caroline Fourest escriu que Rokhaya Diallo havia entrevistat complaentment Dieudonné i Alain Soral en la seua emissió Iguals però no gaire sobre LCP el 9 d'agost del 2012.
El juliol del 2017, la premsa l'evoca com a cronista en Touche pas à mon poste! en C8. La seua arribada en l'emissió es relaciona amb un canvi de línia per l'animador Cyril Hanouna després d'haver rebut crítiques per "comentaris homòfobs, racistes i sexistes" durant el 2016-2017.
"L'espectacle mantindrà els seus fonaments i valors, però anirà de luxe", explica a la revista Challenges. 

## Preses de posició

### Antiracisme, «racisme d'estat»
Rokhaya Diallo declara haver-se compromés contra el racisme després de la mort, a Clichy-sous-Bois, "de Zyed Benna i Bouna Traoré, dos joves de barris pobres perseguits per la policia". Segons Libération, és una figura mediàtica a França del corrent antiracista «encara minoritari» que ja no creu en promeses "universalistes", "encarnat mediàticament per personalitats sobretot joves, eixides de la segona generació d'immigrants, com Rokhaya Diallo o Marwan Muhammad".
Al desembre de 2017, convidada a parlar a la tribuna de les Nacions Unides durant una reunió d'experts en discriminacions vis-à-vis a persones afrodescendents al món, ha denunciat un «racisme d'estat» a França, que es manifestaria sobretot en la violència policial de què són principalment víctimes les persones afrodescendents.

#### Subrepresentació de dones negres en revistes femenines
Al gener del 2012, després d'aparéixer en la revista Elle un article sobre la moda negra considerat racista, publica amb Sonia Rolland, Tiñió Moses, Éric Fassin, Clémentine Autain, Audrey Pulvar i altres, un fòrum en Le Monde que interroga la revista sobre l'absència de dones negres en les portades.

#### Campament d'estiu reservat per a persones no blanques
A l'octubre del 2017, Rokhaya Diallo diu que està d'acord amb l'organització de campaments d'estiu on alguns tallers s'adreçaven "a qualsevol persona que fos no-blanca", o que tingués la voluntat de "trobar-se a si mateix entre les persones víctimes de la violència racista, d'ací a unes hores, amb dolçor".

### Afrofeminisme, feminisme interseccional o descolonial
Rokhaa Diallo es considera "una feminista interseccional i descolonial".
És propera a moviments afrofeministes no mixtos com el col·lectiu Mwasi, i al feminisme interseccional, que opina que una opressió o domini pot ser múltiple (sexe, classe, ètnia…). Rebutja el feminisme universalista, i s'acosta a un feminisme més identitari: afrofeminisme, i feminisme islàmic. Critica també el que considera "feminisme tradicional" d'Osez el féminisme!, Les Chiennes de garde…) per ser molt "blanc" i burgés, i no tenir en compte els problemes específics de certes dones, sobretot negres, musulmanes o de minories.
Segons Maboula Soumahoro, el feminisme descolonial troba les fonts a ultramar, i en el feminisme negre la seua teoria i lèxic; s'inspira de la lluita de personalitats com Angela Davis. És també als Estats Units on es desenvolupa el concepte d'interseccionalitat, que representa el cúmul d'alguns tipus de discriminacions (ètnica, sexual, social, etc.).(15)

## Notorietat
Segons la revista Slate, Rokhaya Diallo ocupà el lloc 36 l'any 2013 entre les 100 dones franceses més influents, i es troba entre les 30 personalitats negres més influents d'Europa, segons l'agència britànica Powerful Media.
Ha col·laborat en el programa Young Leader llançat per la Fundació Francoestatunidenca.

## Filmografia
- 2013: Les Marches de la liberté, documental realitzat per France Ô
- 2014: Les Réseaux de la haine, documental realitzat per LCP/AN i France 3 - IDF, produït per Mélissa Theuriau
- 2014-2015: Frères d'armes, sèrie històrica televisiva de Rachid Bouchareb i Pascal Blanchard; presentació de Charles N'Tchoréré
- 2016: De Paris à Ferguson: coupables d'être noirs, documental realitzat per France Ô
- 2016: USA: la recette caribéenne du succès. Producció Rok’nProd / Smooth and Sidle / Real Eyes

## Publicacions

### Assaigs
- Racisme: mode d'emploi, Larousse, col·laboració. «Philosopher» del filòsof Vincent Cespedes, març del 2011 (ISBN 2035847907)
- Un troussage de domestique, Syllepse, setembre del 2011
- À nous la France!, Michel Lafon, abril del 2012
- La France, une et multiculturelle, Fayard, abril del 2012
- Comment parler de racisme aux enfants, prefaci de Lilian Thuram, Le Baron Perché, maig del 2013 (ISBN 2360800752)
- Moi, raciste? Jamais! Scènes de racisme ordinaire, amb Virginie Sassoon, Flammarion, març del 2015 (ISBN 2081359243)
- Comment parler de laïcité aux enfants, amb Jean Baubérot, Le Baron Perché, octubre del 2015 (ISBN 2360801309)
- Afro!, amb la fotògrafa Brigitte Sombié, Les Arènes, novembre del 2015  (ISBN 2352044618)